# Три кота і море пригод
Три кота і море пригод (рос. Три кота и море приключений) —  російський комп'ютерний фільм студії «Метрафільмс». Фільм засновано на популярному мультсеріалі «Три кота». Прем'єра в Росії та Франції відбулася 1 червня 2022 року.

## Сюжет
Коржик, Карамелька, Компот та їхні батьки вирушають відпочивати на морський курорт та селяться до готелю «Морська зірка». Коржик, Карамелька та Компот сподівалися і мріяли познайомитися з новими друзями, але всі діти на три дні поїхали на екскурсію, і трьом котам нема з ким поговорити та пограти. Вмираючи від нудьги на пляжі, Коржик, Карамелька та Компот зустрічають білого краба з однією клешнею, а також і всю його родину за величезним камінням. Трьом котам дуже сподобалися краби, а білого з однією клешнею вони беруть до себе в друзі та дають йому ім'я — Крекер. Три кота з ранку до ночі грають із Крекером та годують його крекерами зі смаком водоростей, які їм дали батьки. Наступного дня три коти та їхні батьки дізнаються про те, що в готелі буде проведено фестиваль крабів. Коржик, Карамелька та Компот думають, що, можливо, це фестиваль на кшталт олімпійських ігор, який краб сильніший і крутіший, але батьки пояснили їм, що насправді це фестиваль, коли крабів варять і подають усім на стіл. У цей же момент в готель переселяються ще двоє гостей — мадам Розетта та м'є Фуфле, один із яких, на думку трьох котів, є кухарем, який хоче приготувати крабів. Вони спочатку намагаються поговорити з мадам Розеттою і переконати її не варити і не їсти їхнього найкращого друга краба Крекера, але та, розмовляючи по телефону, помилково думає, що три коти говорять про якесь печиво і, не бажаючи їх слухати, проганяє. Коржик, Карамелька та Компот вирішують врятувати всіх крабів та Крекера у тому числі.
Спочатку Коржик, Карамелька та Компот рятують самого Крекера і ховають у коробці, яку вони ховають під ліжком на одну ніч, потім вони рятують і переселяють до нього ще одного краба, з яким Крекер уже встиг потоваришувати і навіть поділитися своєю їжею. Потроху Коржик, Карамелька та Компот, рятуючи всіх крабів, переносять їх у готель та ховають у себе в номері у ванній, не забуваючи наповнювати її морською водою. Однак одним днем краби засмердлили водоростями, і батьки, вирішивши, що це смердить з ванної, викликають сантехніка, а Коржик, Карамелька та Компот переховують усіх крабів. Сантехнік, перевіривши ванну, вирішує, що, можливо, запах потрапив через каналізаційні труби, і запевняє, що з ванною все в порядку. Коли мама збирається дістати освіжувач повітря, щоб позбавитися запаху, вона і тато таки виявляють крабів. Три коти пояснюють батькам, чому вони привели всіх крабів у готель і що вони намагаються вберегти їх, доки фестиваль крабів не скасують. Мама та тато дають своїм дітям обіцянку, що вони теж збережуть крабів і нікому їх не видадуть.
Кілька днів три коти та їхні батьки приховують крабів у себе в номері і намагаються не видавати їх, а коли керуючий готелю запитує про запах, на який скаржаться сусіди, вони відмовляються, що, можливо, запах прийшов з моря на пляжі. Кухарі готелю не можуть знайти крабів, як би вони їх не шукали, і фестиваль доводиться відкласти на невизначений термін через непередбачені обставини. Наступного ранку, коли тато вирішує подивитися телевізор, один із крабів своєю клешнею випадково перегризає кабель. Тато намагається зателефонувати портьє, але телефонна лінія теж порвана клешнею одного з крабів, і тату доводиться самому спускатися. При цьому він забуває закрити щільно двері від свого номера, кілька крабів вибігають назовні і деякі мешканці готелю разом із керуючим виявляють їх. Кухарі готелю відловлюють усіх крабів та оголошують, що фестиваль крабів відбудеться сьогодні. Три коти та їхні батьки зневіряються, що вони не змогли їх зберегти. Однак Карамелька згадує, що коли вони вперше прилетіли заселятися в готель, вони тоді познайомилися з аніматором та трьома маленькими кошенятами, які пропонували їм взяти участь у їхньому конкурсі талантів, а ті обіцяли їм, що вони подумають над цим. Три кота вирішують вигадати пісню про крабів і заспівати її для всіх мешканців готелю в конкурсі, щоб хоч якось переконати всіх не варити і не їсти крабів.
Карамелька заходить до зали для репетицій і, знайшовши аніматора, бере участь у їхньому конкурсі та заявляє, що мають свій номер, який вони самі придумали. Прем'єра всіх талантів розпочнеться перед фестивалем крабів, як заявив аніматор, і приймає умову трьох котів із їхнім номером, який вони покажуть наприкінці після його пісні з трьома маленькими кошенятами, акробатичного номера та гри на роялі. Використовуючи відео з крабом Крекером, які вони записували на телефон, і підспівуючи свою пісню, Коржик, Карамелька та Компот переконують усіх глядачів у залі, що краби друзі, а не їжа. Несподівано з'ясовується, що кухар, який хотів приготувати крабів, був мьсе Фуфле, а мадам Розетта насправді не кухарка, а журналістка, яка фотографувала крабів. Фуфле намагається переконати глядачів, що три коти просто наївні діти, які нічого не розуміють у кулінарії та що краби це просто делікатеси. Однак його думку ніхто не підтримує і йому довелося втекти, заодно забравши з кухні готелю всіх крабів до одного.
Мьсе Фуфле викрадає катер готелю і спливає на ньому, а три коти, разом з батьками і мадам Розеттою на її човні переслідують викрадача, відібравши у нього кухарський ковпак, щоб спровокувати його гнатися за ними, заманюють Фуфле в пастку на острівець біля скель. кухарський ковпак назад. Коли Фуфле намагається зробити хід назад, його ззаду оточує великий корабель берегової охорони, яка заарештовує його за викрадення власності готелю. Усіх врятованих крабів повертають назад додому на їхній пляж біля скель, мадам Розетта робить нові фотографії з крабами, у краба Крекера повільно за допомогою регенерації відростає нова і маленька клешня, а три коти виконують на заході сонця в готелі свою нову пісню, на якій мультфільм і закінчується.

## В ролях
| Актор                      | Роль |
| -------------------------- | --- |
| Максим Тімонін             | Коржик |
| Софіко Гогітідзе           | Карамелька |
| Володимир Прудніков        | Компот |
| Михайло Хрусталев          | Папа |
| Светлана Кузнєцова-Царьова | Мама / Голос стюардеси / Літня кішка / Офіціантка / Покоївка / Підсліпувата кішка / Гімнастка з обручами / Кішка в капелюсі / Глядачі в залі / Кухаря               |
| Регіна Щукіна              | Мадам Розетта |
| Сергій Мардар              | Мсьє Фуфле |
| Станіслав Концевич         | Керуючий готелем |
| Іван Чабан                 | Шнурок |
| Андрій Левін               | Тенор |
| Ганна Глушинська           | Три маленькі кошеня |
| Максим Сергєєв             | Оповідач / Портьє / Літній кіт / Коридорні / Офіціанти / Сантехнік готелю / Робочий сцени / Глядачі в залі / Кухарі / Капітан берегової охорони / Керівник оркестру |